# Chalepus bivittatus
Chalepus bivittatus es un coleóptero de la familia Chrysomelidae.
Fue descrita científicamente en 1932 por Maurice Pic.